# Ohne dich
Singles de Rammstein
Amerika Keine Lust
Ohne Dich (Sans toi en allemand) est le 3e single tiré de l'album Reise, Reise du groupe allemand Rammstein. Comparée avec les autres singles de Rammstein, cette chanson peut être considéré comme une ballade.

## Performances scéniques
- Sur le Reise, Reise Tour et le MIG Tour 2013, Till chante le refrain sous une pluie d'étincelles.

## Pistes
1. Ohne Dich (Album Edit) - 4:31
2. Ohne Dich (Mina Harker's Version - Remix by Laibach) - 4:09
3. Ohne Dich (Sacred Mix - Remix by Sven Helbig) - 4:34
4. Ohne Dich (Schiller Mix) - 5:22
5. Ohne Dich (Under Byen Remix) - 5:48
6. Ohne Dich (Beta Version) - 4:23